# Michel Martelly
Michel Joseph Martelly (Port-au-Prince, 12 februari 1961) is een Haïtiaans voormalig musicus, zakenman en politicus. Tussen 2011 en 2016 was hij de president van Haïti.

## Biografie

### Jonge jaren
Martelly groeide op in een middenklasse gezin. Zijn vader was inspecteur bij een petroleumfabriek. Martelly leerde zichzelf keyboard spelen en zingen.
Na te zijn afgestudeerd van de middelbare school, ging Martelly korte tijd naar de militaire academie. Dit bleek hem echter niet te liggen, en Martelly vertrok naar de Verenigde Staten om te gaan studeren aan het Red Rocks Community College in Lakewood. In 1986, na slechts 1 semester, keerde Martelly terug naar Haïti. Hij keerde later nog eenmaal terug naar de Verenigde Staten met zijn vriendin Sophia. Bij zijn tweede bezoek aan de Verenigde Staten werkte hij een jaar lang op een bouwplaats.

### Muziekcarrière
Bij zijn terugkeer in Haïti in 1987 begon Martelly aan zijn carrière als musicus. Hij begon met keyboard spelen tijdens lokale optredens in Petionville en Kenscoff.
Als musicus staat Martelly bekend als pionier op het gebied van kompasmuziek; een vorm van Haïtiaanse dansmuziek gezongen in de Creoolse taal. Martelly maakte vooral een nouvelle génération, of "new generation" style, van deze muziek populair. Zijn stijl bestond uit kleine bands die vooral gebruikmaakten van synthesizers en elektronische instrumenten.
Martelly trad onder andere op onder de artiestennaam Sweet Micky. Hij stond erom bekend bij optredens in het openbaar alcohol te nuttigen, vaak te vloeken op het podium, uiteenlopende kostuums te dragen, waaronder schotse kilts en pruiken, en geregeld homofobe opmerkingen te plaatsen. Hij werd al snel populair in onder andere het El Rancho Hotel en Casino. In 1988 nam hij zijn eerste single op, Ooo La La, dat een grote hit werd. In 1989 volgde Konpas Foret des Pins. In de periode van 1988 tot 2008 nam Martelly 14 studioalbums op en een aantal live-cd’s. In de loop van zijn carrière experimenteerde hij ook met andere muzieksoorten zoals soca, jazz, reggae en salsa.
Martelly werkte mee aan Wyclef Jean Presents The Carnival featuring the Refugee Allstars van Wyclef Jean (bekend van The Fugees).

### Politieke carrière
Martelly had reeds voor aanvang van zijn politieke carrière connecties met leden van vorige overheden van Haïti en met Amerikaanse diplomaten. Dit werd door zowel muziekfans als activisten niet gewaardeerd. Hij werd vaak omschreven als een vriend van president René Préval en Michel François.
Martelly was voorstander van de staatsgreep in Haïti in 1991. Het leger bezocht tijdens de staatsgreep geregeld zijn nachtclub. In 1997 nam Martelly deel aan "Knowledge is Power", een educatieve videoclip over hiv. Hij werkte tevens als president van de Foundation Rose et Blanc (opgericht door zijn vrouw Sophia).
In 2010 stelde Martelly zichzelf verkiesbaar als president. Hij kreeg de steun van rapper Wyclef Jean, die zelf in de Verenigde Staten woonde en zich daarom niet kandidaat mocht stellen. In de eerste ronde op 28 november eindigde hij nipt als derde, waarmee hij was uitgeschakeld. Tweede was geworden de vrijwel onbekende topambtenaar Jude Celestin, die echter de steun had van president Préval. Bij het bekend worden van de uitslag braken ongeregeldheden uit en uiteindelijk werd de uitslag geannuleerd.
Op 3 februari 2011 werd zijn deelname aan de tweede ronde officieel aangekondigd. Een van Martelly’s speerpunten bij de verkiezingen was de heroprichting van de gewapende troepen van Haïti, die door voormalig president Aristide waren opgeheven in 1995. Op 4 april 2011 werd bekend dat Martelly de verkiezingen had gewonnen van Mirlande Manigat, de echtgenote van oud-president Leslie Manigat, met meer dan 60% van de stemmen. Zijn verkiezing tot president was controversieel, daar deze volgens tegenstanders ondemocratisch en frauduleus zou zijn verlopen. Op 14 mei 2011 werd Martelly desondanks officieel geïnaugureerd als president. Het land verkeerde toen in een epidemie van cholera, die VN-militairen uit Nepal na de aardbeving van 2010 Haïti hadden binnengebracht. De ziekte woedde jarenlang en eiste duizenden doden.
Van de wederopbouw kwam onder Martelli weinig terecht. De cholera, de orkaan Isaac in de zomer van 2011 en de superstorm Sandy in november 2012 waren daaraan niet vreemd. Maar ook de slechte verhouding tussen Martelli en het parlement droeg niet bij aan de reconstructie. Zijn presidentschap eindigde met nieuwe strubbelingen rond de verkiezingen van zijn opvolger. Toch vertrok Martelli stipt aan het einde van zijn termijn uit het paleis, waarna de senaatsvoorzitter het ambt gedurende een jaar waarnam. Ten slotte werd eind 2016 met steun van Martelli de fabrikant van bakovens Jovenel Moise gekozen. Net als Martelli behoort hij tot de PHTK.

## Discografie
| Titel                                        | Uitgave | Type        | Label        | als...          |
| -------------------------------------------- | ------- | ----------- | ------------ | --------------- |
| Woule Woule                                  | 1989    | Studio      | Geronimo     | Michel Martelly |
| Anba Rad La                                  | 1990    | Studio      | AP           | Michel Martelly |
| The Sweetest                                 | 1992    | Studio      | Josy         | Michel Martelly |
| Min Koze-A                                   | 1993    | Studio      | Josy         | Michel Martelly |
| I Don't Care                                 | 1994    | Studio      | Josy         | Michel Martelly |
| Pa Manyen                                    | 1995    | Studio      | Josy         | Michel Martelly |
| Tout Cé Mately                               | 1996    | Studio      | Déclic       | Michel Martelly |
| Aloufa                                       | 1997    | Studio      | Antilles     | Michel Martelly |
| Best of Sweet Micky                          | 1997    | Compilation | Déclic       | Sweet Micky     |
| 100.000 Volts                                | 1998    | Studio      | Mini Records | Michel Martelly |
| An Bolewo                                    | 1998    | Live        | Anson        | Sweet Micky     |
| Dènye Okazyon                                | 1999    | Studio      | Geronimo     | Michel Martelly |
| Jojo Ban'm Nouvel Micky                      | 1999    | Live        | Exit         | Michel Martelly |
| 100% KaKa                                    | 1999    | Live        | Mad Dog      | Sweet Micky     |
| Michel Martelly Live                         | 2000    | Live        | Créon        | Sweet Micky     |
| SiSiSi                                       | 2001    | Studio      | Créon        | Michel Martelly |
| Live au café des arts: Vol. 2                | 2001    | Live        | Geronimo     | Sweet Micky     |
| 200% KaKa                                    | 2001    | Studio/Live | Mad Dog      | Sweet Micky     |
| Rale Kow La                                  | ????    | Live        | Geronimo     | Sweet Micky     |
| 400% KaKa                                    | 2002    | Live        | Mad Dog      | Sweet Micky     |
| Live at best western                         | 2002    | Live        | Geronimo     | Sweet Micky     |
| Best of Michel Martelly                      | 2002    | Compilation | Créon        | Michel Martelly |
| Totot                                        | 2003    | Studio      | AD           | Sweet Micky     |
| Micky Chez Lui (Micky Bolero 2)              | 2003    |             | Exit         | Sweet Micky     |
| Sweet Micky Live                             | 2003    | Live        | Geronimo     | Sweet Micky     |
| New Repertoire                               | 2004    | Live        | Exit         | Sweet Micky     |
| Babaille Micky Mix                           | 2004    |             | Exit         | Sweet Micky     |
| GNB                                          | 2005    | Studio      | D-Facto      | Sweet Micky     |
| Sweet Micky with Robert Martino: Live Vol. 1 | 2005    | Live        | Touche Douce | Sweet Micky     |
| Sweet Micky with Robert Martino: Live Vol. 1 | 2005    | Live        | Touche Douce | Sweet Micky     |
| Micky ap Trip                                | 2005    | Live        | Exit         | Sweet Micky     |
| Sweet Micky & Djakout: Live 2006             | 2006    | Live        | Feeling      | Sweet Micky     |
| Jojo Ban'm Nouvel Micky                      | 2006    | Live        | Exit         | Michel Martelly |
| Sweet Micky vs Dega                          | 2007    | Live        | Arnold       | Sweet Micky     |
| Live in Miami (Ouvè Kôw)                     | 2007    | Live        | Acoustique   | Sweet Micky     |
| Blazin' Live                                 | 2007    | Live        | Exit         | Sweet Micky     |
| Bandi Légal                                  | 2008    | Studio      | Antilles     | Sweet Micky     |
| Micky & Sons                                 | 2008    |             | Antilles     | Sweet Micky     |
| Vin' Pran Kompa                              | 2008    | Studio      | Patrick      | Sweet Micky     |
| Kompa Prezidantiyèl                          | 2010    | Live        | Sweet Micky  | Sweet Micky     |
| Prézidan Éspwa Vote #8                       | 2011    | Studio      | ArnoldZic    | Sweet Micky     |